# اوپانیشادهای موکیه
اوپانیشادهای موکیه (سانسکریت: मुख्य 
उपनिषद्، آوانگاری: Mukhya Upaniṣad، ت. «اوپانیشادهای اصلی») معروف‌ترین و مهم‌ترین اوپانیشادهای آیین هندو هستند. برخی محققان ده اوپانیشاد را با عنوان موکیه‌های اصلی دسته‌بندی می‌کنند، ولی نظر غالب محققان بر ۱۲ یا ۱۳ اوپانیشاد موکیه اصلی است.

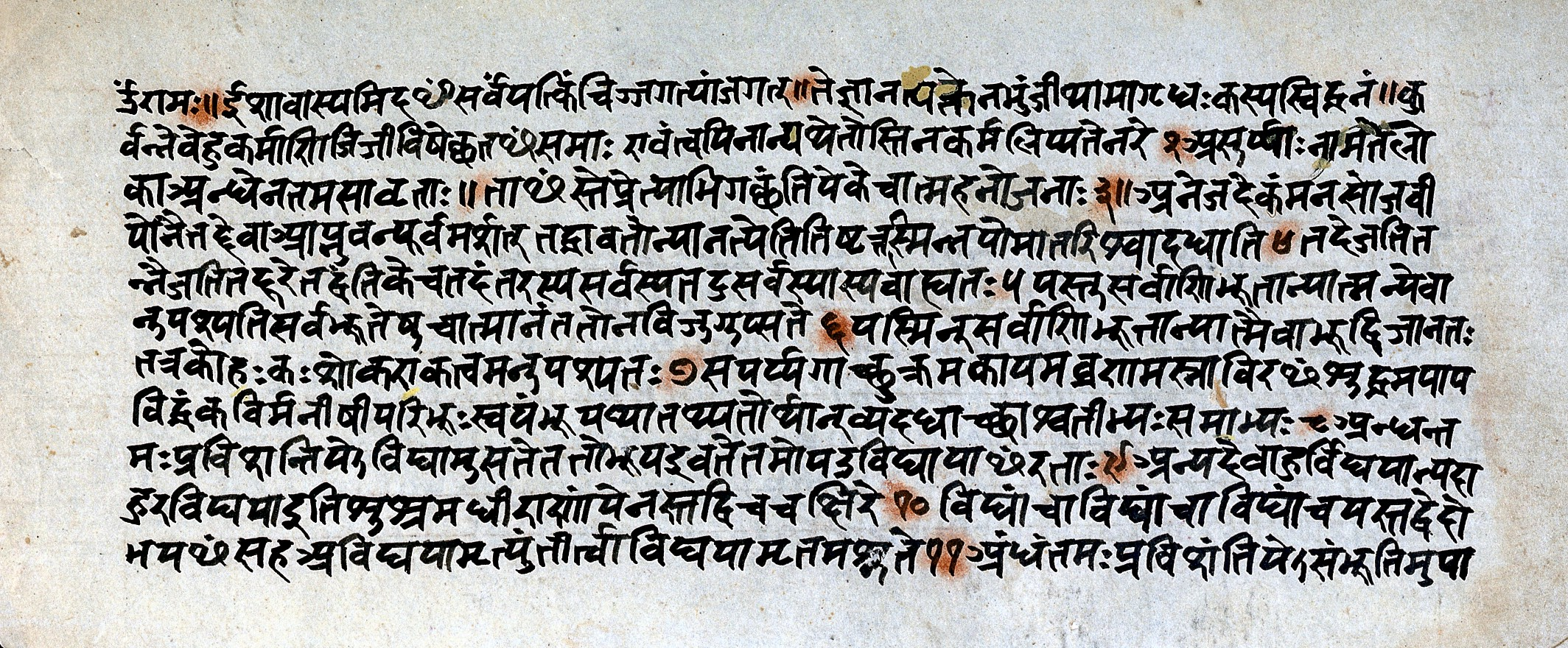
صفحه‌ای از یک نسخهٔ خطی اوپانیشاد ایشا

هر یک از اوپانیشادهای اصلی را می‌توان با یکی از مکاتب تفسیر یکی از چهار ودا (شاکهاها) مرتبط دانست. گفته می‌شود که شاکهاهای بسیار وجود داشته‌اند که تنها کسری از آنها باقی مانده است. در قیاس با اوپانیشادهای اصلی، اوپانیشادهای جدید ارتباطی با متون اصیل ودایی ندارند، فلاسفهٔ مهم ویدانته بر آنها شرحی ننوشته‌اند، و زبان آنها با زبان اوپانیشادهای اصلی متفاوت است، رسمی‌تر است و مکنونات کمتری دارد، و در نتیجه خواندن و درک آن‌ها برای خوانندهٔ امروزی سهل‌تر است.
| ودا       | نسخ              | شاکها                    | اوپانیشاد اصلی                         |
| --------- | ---------------- | ------------------------ | -------------------------------------- |
| ودای ریگ  | تنها یک نسخه     | شاکالا                   | اوپانیشاد آیتریه                       |
| ودای ساما | تنها یک نسخه     | کائوتوما                 | اوپانیشاد چاندوگیه                     |
| ودای ساما | تنها یک نسخه     | جایمینیا                 | اوپانیشاد کنه                          |
| ودای ساما | تنها یک نسخه     | رانایانیه                |                                        |
| ودای یجور | ودای کریشنا یجور | کته                      | اوپانیشاد کته                          |
| ودای یجور | ودای کریشنا یجور | تیتریه                   | اوپانیشاد تیتریه                       |
| ودای یجور | ودای کریشنا یجور | میتری                    |                                        |
| ودای یجور | ودای کریشنا یجور | هیرانیاکشی (کاپیشتاهالا) |                                        |
| ودای یجور | ودای کریشنا یجور | کته‌که                    |                                        |
| ودای یجور | ودای شوکله یجور  | واجاسانیی مادهیاندینا    | اوپانیشاد ایشا و اوپانیشاد بریهدآرنیکه |
| ودای یجور | ودای شوکله یجور  | شاکهای کانوا             |                                        |
| آرتاروا   | دو نسخه          | شائوناکا                 | اوپانیشاد ماندوکیه و اوپانیشاد موندکه  |
| آرتاروا   | دو نسخه          | پایپالادا                | اوپانیشاد پرشنه                        |

## زمان‌شناسی
پاترین آلیول تاریخ‌شناسی ذیل را برای اوپانیشادهای نخستین (یا اوپانیشادهای اصلی) پیشنهاد می‌کند:
- اوپانیشاد بریهدآرنیکه و چاندوگیه متونی پیشابودایی و قدیمی‌ترین اوپانیشادهایند و می‌شود تاریخ تألیف آنها را در قرون هفتم یا ششم قبل از میلاد (یک قرن این‌ور یا آن‌ورتر) دانست.[۵][۶]
- سه اوپانیشاد دیگر نثر (تیتریه، آیتریه، و کوشیتکی) نیز احتمالاً پیشابودایی‌اند و می‌توان آن‌ها در قرن ششم تا پنجم قبل از میلاد گذاشت.[نیازمند منبع]
- اوپانیشاد کنه قدیمی‌ترین اوپانیشاد منظوم است و پس از آن کته، ایشا، شوتاشوتره، و موندکه سروده شده‌اند. زمان سرایش این اوپانیشادها احتمالاً در چند قرن آخر قبل از میلاد بوده است.[۷]
- دو اوپانیشاد جدیدتر منثور، پرشنه و ماندوکیه، نمی‌توانند مدت زمان بسیاری پس از میلاد مسیح تألیف شده‌باشند.[۳][۴]